# Contessa Entellina
Contessa Entellina – miejscowość i gmina we Włoszech, w regionie Sycylia, w prowincji Palermo.
Według danych na rok 2004 gminę zamieszkiwało 1981 osób, 14,6 os./km².